# Halterofilismo nos Jogos Olímpicos de Verão da Juventude de 2014 - Até 53 kg feminino
As provas de halterofilismo na categoria até 53 kg para moças nos Jogos Olímpicos de Verão da Juventude de 2014 decorreram a 18 de agosto de 2014 no Centro Internacional de Exposições de Nanquim, na China.
A campeã olímpica foi Rattanaphon Pakkaratha, da Taillândia. Jong Chun Hui, da Coreia do Norte, conquistou a medalha de prata, e a tunisina Nouha Landousli ficou com o bronze.

## Medalhistas
| Ouro   | THA Rattanaphon Pakkaratha |
| Prata  | PRK Jong Chun Hui          |
| Bronze | TUN Nouha Landousli        |

## Resultados
| Pos.              | Nome                       | Peso corporal | Arranque (kg) | Arranque (kg) | Arranque (kg) | Arranque (kg) | Arremesso (kg) | Arremesso (kg) | Arremesso (kg) | Arremesso (kg) | Total (kg) |
| Pos.              | Nome                       | Peso corporal | 1             | 2             | 3             | Res.          | 1              | 2              | 3              | Res.           | Total (kg) |
| ----------------- | -------------------------- | ------------- | ------------- | ------------- | ------------- | ------------- | -------------- | -------------- | -------------- | -------------- | ---------- |
| Medalha de ouro   | THA Rattanaphon Pakkaratha | 52,74         | 75            | 79            | 81            | 81            | 101            | 106            | 109            | 109            | 190        |
| Medalha de prata  | PRK Jong Chun-hui          | 52,44         | 77            | 81            | 82            | 81            | 95             | 100            | 105            | 100            | 181        |
| Medalha de bronze | TUN Nouha Landoulsi        | 52,24         | 75            | 78            | 79            | 79            | 96             | 96             | 99             | 96             | 175        |
| 4                 | VEN Yorlis Zabala          | 52,54         | 75            | 80            | 82            | 80            | 95             | 97             | 97             | 95             | 175        |
| 5                 | MEX Janeth Gómez           | 52,37         | 70            | 70            | 75            | 75            | 90             | 95             | 95             | 95             | 170        |
| 6                 | ROU Viorica Grigoraş       | 52,94         | 65            | 68            | 70            | 70            | 83             | 87             | 87             | 83             | 153        |
| 7                 | FIJ Ulina Sagone           | 52,52         | 55            | 58            | 61            | 58            | 68             | 72             | 72             | 68             | 126        |
| 8                 | MLT Nicole Gatt            | 52,49         | 48            | 48            | 51            | 48            | 63             | 67             | 71             | 71             | 119        |